# Cheng Tang
Cheng Tang (chiń. 成湯 ), imię własne Zi Lü ( chiński : 子履 ; pinyin : Zǐ Lǚ ), zapisane na kościach wyroczni jako Da Yi ( 大乙 ) – pierwszy władca Chin z dynastii Shang. Około roku 1766 p.n.e. obalił Jie, ostatniego władcę dynastii Xia.

## Biografia
Cheng Tang początkowo władał krajem Shang położonym prawdopodobnie w dolinie Żółtej Rzeki. Było to jedno z wielu królestw, które uznawały zwierzchnictwo dynastii Xia. Wykorzystując ówczesne osłabienie państwa Xia, Cheng Tang prowadził ekspansywną politykę podbijając sąsiednie królestwa, które także były wasalami Xia.
Kiedy dostatecznie urósł w siłę, zdecydował się wystąpić przeciwko swojemu zwierzchnikowi - królowi Jie z dynastii Xia. Pretekstem i zarazem usprawiedliwieniem buntu miało być srogość rządów Jie. Armia Cheng Tanga rozgromiła wojska Jie, który sam dostał się do niewoli. 
Zwycięski Cheng Tang przeniósł się wraz z dworem i drużyną na ziemie pokonanego kraju Xia i tam wzniósł nową stolicę Bo. Przybrał biel jako barwę swoich sztandarów i rozpoczął panowanie jako pierwszy władca z dynastii Shang
Panowanie Tanga było oceniane przez Chińczyków pozytywnie. Obniżył podatki i stopę poboru żołnierzy. Podporządkował sobie wiele okolicznych plemion, takich jak  Di i Qiang. Łagodnie potraktował szlachtę i arystokratów, którzy służyli dynastii Xia. Wielu z nich przeszło potem na służbę do niego.
Pod koniec jego życia kraj nawiedziła klęska suszy.
Po jego śmierci władzę miał przejąć jego najstarszy syn Tai Ding. Jednak wobec jego przedwczesnej śmierci, następcą został jego drugi syn Wai Bing, a po jego śmierci ich brat Zhong Ren (ostatni syn Cheng Tanga). Kolejnym władcą został syn Tai Dinga - Tai Jia. 